# スウィンダラーズ
『スウィンダラーズ』（朝: 꾼，英: The Swindlers）は、2017年の韓国のサスペンス・アクション映画。11月22日韓国公開。韓国で実際に起きたマルチ商法による巨額の詐欺事件をモチーフに制作。監督はチャン・チャンウォン、主演はヒョンビン、ユ・ジテ。400万人超の動員を記録。日本では2018年7月7日公開。

## ストーリー
韓国を驚かせた希代の詐欺師チャン・ドゥチルが死亡したというニュースが発表された。しかし、詐欺師だけをダマす詐欺師のファン・ジソン（ヒョンビン）は、チャン・ドゥチルがまだ生きていると確信し、事件の担当検事パク・ヒス（ユ・ジテ）に彼を捕まえることを提案する。パク検事の非公式捜査ルートである詐欺師3人組コ・ソクドン、チュンジャ、キム課長も合流し、行方をくらましたチャン・ドゥチルの側近クァク・スンゴンに接近するために新しい作戦を立て始める。しかし、パク検事はチャン・ドゥチルの検挙ではなく、別の目的のためにひそかに違う作戦を立てていた。これに気づいたジソンと他の詐欺師たちも、互いにダマされないため、それぞれの計画を立て始めるが…。

## キャスト
| 役名             | 役名（韓） | 俳優                | 吹替       | 詳細                           |
| ---------------- | ---------- | ------------------- | ---------- | ------------------------------ |
| ファン・ジソン   | 황지성     | ヒョンビン          | 藤巻大悟   | 詐欺師だけを騙す知的型詐欺師役 |
| パク・ヒス       | 박희       | ユ・ジテ            | 越村友一   | 大韓民国 検事                  |
| キム課長         | 김과장     | アン・セハ          | 福西勝也   |                                |
| チュンジャ       | 춘자       | ナナ（AFTERSCHOOL） | 木村香央里 |                                |
| クァク・スンゴン | 곽승건     | パク・ソンウン      | 松川裕輝   |                                |
| コ・ソクドン     | 고석동     | ペ・ソンウ          | 関口雄吾   |                                |

## 興行成績
- 韓国国内累積観客数：4,018,341 名（韓国映画振興協会調べ）
- 集計期間：2017年11月3日ー2018年5月16日

## スケジュール
- 2016年9月26日　シナリオReading　と　無事撮影祈願
- 2016年10月1日　クランクイン
- 2017年1月20日　クランクアップ
- 2017年10月11日　制作報告会＠ソウル狎鴎亭洞CGV狎鴎亭店[1]

## エピソード
- 原題の「꾼」は朝鮮語で「-する人」という意味。（例）詐欺師：사기꾼
- ヒョンビンは、当該作品への出演を決めた理由として「シナリオが持っている大きくて小さい“どんでん返し”が魅力的だった」、続けて「ファン・ジソンが持つ魅力にもひかれた」と公開ムービートークで発言した（2017/11/7）[2]。
- ヒョンビンの特殊メイクには3時間ほど要したと明かしている。（2017/11/20 아주경제）[3]
- 2017年5月14日、出演俳優アン・セハがソウル市江南区で行った結婚式には、本作品で共演したヒョンビンやユ・ジテ、NANAらが参加した[4]。